# Extended Enterprise
L'Extended Enterprise è un modello organizzativo concepito per ripensare i confini d'impresa.
È caratterizzato dall'essere decentralizzato, e basato su un'architettura aperta sostenuta dalle tecnologie abilitanti del web 2.0, e da metodologie di relazione innovativa verso tutti gli interlocutori, sia interni che esterni, ispirate ai social network.
L'approccio del modello permette alla singola azienda di diventare membro attivo di una comunità di imprese, le quali hanno ciascuna un ruolo specifico in una determinata catena di produzione del valore.
L'Extended Enterprise favorisce così la creazione di reti di imprese, in cui le relazioni ispirate ai social network e l'uso delle tecnologie moltiplicano i feedback, migliorano il coordinamento, aumentano la capacità di lavorare in parallelo e l'interdipendenza tra i membri della rete, e tra la rete e il mondo esterno.
All'interno delle imprese, community spontanee e community governate  sviluppano e condividono conoscenze ed esperienze, e mobiltano l'intelligenza collettiva dell'azienda, ma spesso rimanendo limitati solo all'interno dei propri confini organizzativi.
Il tessuto produttivo italiano, fatto di piccole e medio imprese, ha una grande ulteriore possibilità offerta dalle tecnologie abilitanti: mobilitare l'intelligenza collettiva in un'ottica di network di imprese.
Ogni impresa, indipendentemente dalle sue dimensioni, può dotarsi finalmente di strumenti e metodi per combinare la propria esperienza e conoscenza con quelle di altre imprese per un vantaggio complessivo risultante, maggiore della somma delle singole componenti espresse singolarmente nella catena di produzione del valore.
Questo accresce opportunità e possibilità di successo anche per le PMI, colmando un gap che per ora vede in vantaggio le grandi organizzazioni già strutturate e lanciate a cogliere i vantaggi dell'Enterprise 2.0, ma al tempo stesso limitate dal potenziale inutilizzato della rete della PMI, che ne sostengono in varie fasi la catena di produzione del valore.
Il modello Extended Enterprise permette di andare verso un'organizzazione aperta, che è oggi uno dei bisogni organizzativi principali per affrontare un mercato fatto di conversazioni di clienti. In assenza di una visione Extended Enterprise, l'azienda che adotta un modello Enterprise 2.0 corre il rischio di creare un mondo chiuso che si confronta con il mondo degli strumenti 2.0, per loro natura aperti.
Sul concetto di Impresa estesa segnaliamo:
- L'impresa estesa ai tempi del web 2.0, su datamanager.it.
- Extended Enterprise - una definizione per una sfida  su exenterprise.wordpress.com